# David Viscott
David Viscott est un psychiatre, auteur, homme d'affaires et personnalité médiatique américain né le 24 mai 1938 à Boston au Massachusetts et décédé le 10 octobre 1996 à Studio City en Californie. Il est diplômé du Dartmouth College et de l'Université Tufts avant d'enseigner à l'University Hospital à Boston. En 1968, il commence une carrière privée en psychiatrie avant de déménager en 1979 à Los Angeles où il enseigne à l'Université de Californie. Il fonde et dirige le Centre Viscott de Thérapie Naturelle à Beverly Hills, Newport Beach et à Pasadena en Californie.

## Biographie
En 1980, David Viscott commence à présenter son talk-show radiophonique, étant un des premiers psychiatres à le faire. Il prend des appels téléphoniques et donne une quantité considérable de conseils psychologiques gratuits à ses « patients » à l'antenne.
En 1987, David Viscott obtient sa première émission télévisée syndiquée, Getting in Touch with Dr. David Viscott, offrant à peu près le même service que son émission de radio. Au début des années 1990, il a un programme télévisé hebdomadaire de thérapie par téléphone sur KNBC à Los Angeles, tôt le dimanche matin, juste après le Saturday Night Live, intitulé Night Talk with Dr. David Viscott.
Le style de David Viscott consiste à essayer d'isoler la source des problèmes émotionnels d'un individu en très peu de temps. Beaucoup de ses livres sont de nature auto-analytique, ils sont écrits pour aider les individus dans leur propre examen de la vie. Son autobiographie, The Making of a Psychiatrist, est un best-seller, fait partie de la sélection principale du Book of the Month Club, et est nommé pour le Prix Pulitzer.
Parallèlement aux conseils psychiatriques, il s'appuie sur ses connaissances médicales pour consacrer régulièrement des segments entiers de son émission de radio pour répondre à des questions médicales diverses. Pendant ces segments, il donne des conseils médicaux dont bon nombre concernent des conseils pharmacologiques. À l'époque c'est unique dans le monde radiophonique.
La popularité de David Viscott culmine au début des années 1990, avant de fortement chuter. Sa séparation avec sa femme et le déclin de sa santé, se produisent à peu près au même moment où il quitte les ondes. Il décède en 1996 d'une insuffisance cardiaque compliquée par une maladie diabétique. À ce moment-là il vit seul à Los Angeles. Il laisse dans le deuil trois enfants : Elizabeth, Penelope et Jonathan.

## Les Simpson
Dans la série d'animation Les Simpson, la voix du personnage du Dr Marvin Monroe est basé sur celle de David Viscott. Le personnage est retiré de la série après la septième saison parce que prêté sa voix au personnage abîme la gorge de Harry Shearer. Le retrait du personnage est marqué par la diffusion d'une publicité pour l'Hôpital en mémoire du Dr Marvin Monroe sur le talkie-walkie de Lou dans la première partie de l'épisode Qui a tiré sur M. Burns ?. Depuis, plusieurs références ont été faites à Marvin Monroe : un aperçu de sa pierre tombale dans Adieu Maude, un gymnase en sa mémoire dans La Brute et les Surdoués et une anecdote interstitielle dans 138e épisode, du jamais vu !. Cependant, Marvin Monore peut être vu vivant dans l'épisode de la quinzième saison Tout un roman !, achetant un exemplaire du roman de Marge, Le Cœur harponné, déclarant simplement qu'il avait « été très malade » lorsque Marge le questionne sur sa longue absence. Il est aperçu plus tard en tant que fantôme, affirmant être « coincé dans les limbes » dans Simpson Horror Show XXV.